# René Mourlon
Pour les articles homonymes, voir Mourlon.
René Fernand Alexandre Mourlon  (né le 12 mai 1893 à Paris 11e - mort le 19 octobre 1977 à Paris 10e) est un athlète français spécialiste du sprint.

## Biographie
Licencié à l'UAI de Paris, il participe à trois Jeux olympiques consécutifs de 1912 à 1924. Demi-finaliste du 100 m aux Jeux de 1912, il atteint les quarts de finale de l'épreuve lors des Jeux olympiques de 1920 d'Anvers. En fin de compétition, il remporte la médaille d'argent du relais 4 × 100 mètres aux côtés de Émile Ali-Khan, René Lorain et René Tirard. Avec le temps de 42 s 5, l'équipe de France termine à trois dixièmes de seconde des États-Unis. Quatre ans plus tard, lors des Jeux olympiques de 1924, René Mourlon est éliminé en quart de finale du 100 m et se classe cinquième de la finale du relais 4 × 100 m.
Son record personnel sur 100 m est de 10 s 8 (1922). Il est le frère d'André Mourlon, autre spécialiste du sprint. Une piscine du 15e arrondissement de Paris porte le nom de deux frères.
René Mourlon occupe ensuite le poste de Directeur technique national de l'athlétisme français de 1939 à 1958.

## Palmarès
| Date | Compétition     | Lieu   | Résultat | Discipline |
| ---- | --------------- | ------ | -------- | ---------- |
| 1920 | Jeux olympiques | Anvers | 2e       | 4 × 100 m  |
| 1924 | Jeux olympiques | Paris  | 5e       | 4 × 100 m  |

- Champion de France du 100 m en 1912, 1913 et 1922.